# Kalmar nya tapetfabrik
Kalmar nya tapetfabrik var ett 1882-1971 verksamt industriföretag för tapettillverkning i Kalmar.
Tillverkningen startade 1882 en byggnad på Fabriksgatan. Det ursprungliga namnet på fabriken var då J. P. Johanzon & Co, Kalmar Tapetfabrik. Den hade sedan 1867 haft en föregångare i Gränna.
Fabriken ombildades 1902 till aktiebolag med namnet Kalmar Nya Tapetfabrik med dåvarande delägaren Carl Christian Hofverberg (1860-1912) som verkställande direktör. I början på 1900-talet arbetade där cirka 40 personer som producerade årligen cirka 1 200 000 tapetrullar. Fabriken ödelades vid en brand 1912 men återuppbyggdes.
Fabriken flyttade 1939 till ett nybyggt industrihus vid Södra vägen. Anläggningen byggdes om och utökades 1945 och 1960. Kalmar Nya Tapetfabrik utvecklades till en av Europas modernaste och som mest var där cirka 70 personer anställda. En del av produktionen gick på export. Man använde sig av varumärket Calma tapeter.
År 1970 köptes Kalmar Nya Tapetfabrik upp av Tapetinvest AB och ingick så småningom i Eco Tapeter AB. Produktionen i Kalmar upphörde 1971. Sedan 1972 finns dansrestaurangen Sandra i de tidigare fabrikslokalerna.